# Élections européennes de 1984 en France
Les élections européennes de 1984 en France se sont tenues le 17 juin pour la désignation des députés européens français pour une durée de cinq ans. Ces élections ont lieu simultanément dans les 10 des pays alors membres de la Communauté économique européenne. Avec 81 sièges à occuper dans un Parlement qui en comporte 434, le contingent français représente donc 18,7 % des sièges. S'agissant d'un scrutin de liste proportionnel à un tour, les sièges sont répartis à l'échelle nationale en proportion des voix obtenus, avec toutefois une limite inférieure : pour obtenir des élus, une liste doit obtenir au moins 5 % des suffrages exprimés.

## Contexte
Au pouvoir depuis l'élection de François Mitterrand en 1981, la gauche menée par le Parti socialiste a échoué dans le domaine économique (inflation importante, chômage en hausse) comme social (apparition des « nouveaux pauvres »), malgré une hausse sans précédent des minimums sociaux, sans convaincre son propre camp par des réformes structurelles qui tardent à être mises en œuvre et dont certaines sont contestées par des manifestations de masse imprévues (recul sur la loi Savary sur l'éducation, notamment). Après avoir beaucoup dépensé sans réussir à empêcher l'augmentation du chômage, le gouvernement socialiste vire brutalement de politique en 1983, en changeant de gouvernement et en mettant de côté le programme commun pour une politique de rigueur.
Les observateurs s'attendent à un test national pour la majorité au pouvoir par le biais de ces élections. D'autant plus que l'opposition RPR/UDF se présente unie derrière Simone Veil.

## Résultats
La liste de Simone Veil l'emporte largement. Mais avec 43 % des voix, l'opposition des droites réalise un score qui n'est pourtant pas très supérieur à celui des législatives de 1981. Cette victoire RPR/UDF est, en effet, nuancée par l'émergence du Front national. Le parti de Jean-Marie Le Pen réalise là sa première percée au niveau national, qui coïncide avec l'effondrement du PCF, la liste de Georges Marchais ne recueillant que 11 % des voix. Le Parti socialiste obtient près de 21 % des suffrages, ce qui constitue un net revers par rapport aux scores exceptionnels de 1981. L'abstention élevée (43,27 %) tempère cette défaite de la majorité, bien qu'elle annonce déjà la défaite de 1986 aux prochaines législatives.
À l'issue de ce scrutin, 17 femmes entrent au Parlement européen pour la France, représentant 21,0 % des eurodéputés français.
| Tête de liste                                                                                  | Tête de liste            | Liste                    | Voix       | %     | Élus | +/-           |
| ---------------------------------------------------------------------------------------------- | ------------------------ | ------------------------ | ---------- | ----- | ---- | ------------- |
|                                                                                                | Simone Veil              | UDF - RPR - CNIP - DCF   | 8 683 596  | 43,03 | 41   | 1             |
| Union de l'opposition pour l'Europe et la défense des libertés                                 |                          |                          | 8 683 596  | 43,03 | 41   | 1             |
|                                                                                                | Lionel Jospin            | PS                       | 4 188 875  | 20,76 | 20   | 2             |
| Liste socialiste pour l'Europe                                                                 |                          |                          | 4 188 875  | 20,76 | 20   | 2             |
|                                                                                                | Georges Marchais         | PCF - PCR - UP           | 2 261 312  | 11,21 | 10   | 9             |
| Liste présentée par le Parti communiste français                                               |                          |                          | 2 261 312  | 11,21 | 10   | 9             |
|                                                                                                | Jean-Marie Le Pen        | FN                       | 2 210 334  | 10,95 | 10   | Nv.           |
| Front d'opposition nationale pour l'Europe des patries                                         |                          |                          | 2 210 334  | 10,95 | 10   | Nv.           |
|                                                                                                | Didier Anger             | LV                       | 680 080    | 3,37  | 0    | en stagnation |
| Les Verts - Europe écologie                                                                    |                          |                          | 680 080    | 3,37  | 0    | en stagnation |
|                                                                                                | Olivier Stirn            | UCR - MRG                | 670 474    | 3,32  | 0    | Nv.           |
| Entente radicale écologiste pour les États-Unis d'Europe                                       |                          |                          | 670 474    | 3,32  | 0    | Nv.           |
|                                                                                                | Arlette Laguiller        | LO                       | 417 702    | 2,07  | 0    | en stagnation |
| Au nom des travailleurs qui en ont assez d'être trahis par la gauche et opprimés par la droite |                          |                          | 417 702    | 2,07  | 0    | en stagnation |
|                                                                                                | Francine Gomez           | UDF diss.                | 382 404    | 1,89  | 0    | Nv.           |
| Réussir l'Europe                                                                               |                          |                          | 382 404    | 1,89  | 0    | Nv.           |
|                                                                                                | Marc Gauquelin           | PCI                      | 182 320    | 0,90  | 0    | Nv.           |
| Pour un parti des travailleurs - liste ouvrière et paysanne d'unité                            |                          |                          | 182 320    | 0,90  | 0    | Nv.           |
|                                                                                                | Serge Depaquit           | PSU - CDU                | 146 238    | 0,72  | 0    | en stagnation |
| Différents, de gauche, en France, en Europe                                                    |                          |                          | 146 238    | 0,72  | 0    | en stagnation |
|                                                                                                | Gérard Nicoud            | UTILE                    | 138 220    | 0,68  | 0    | en stagnation |
| Union des travailleurs indépendants pour la liberté d'entreprendre                             |                          |                          | 138 220    | 0,68  | 0    | en stagnation |
|                                                                                                | Gérard Touati            | SE                       | 123 642    | 0,61  | 0    | Nv.           |
| Initiative 84 - Liste des jeunes entrepreneurs, l'Europe pour entreprendre                     |                          |                          | 123 642    | 0,61  | 0    | Nv.           |
|                                                                                                | Henri Cartan             | UFE                      | 78 234     | 0,39  | 0    | Nv.           |
| Liste pour les États-Unis d'Europe                                                             |                          |                          | 78 234     | 0,39  | 0    | Nv.           |
|                                                                                                | Jacques Cheminade        | POE                      | 17 503     | 0,09  | 0    | Nv.           |
| Parti ouvrier européen                                                                         |                          |                          | 17 503     | 0,09  | 0    | Nv.           |
|                                                                                                |                          |                          |            |       |      |               |
| Suffrages exprimés                                                                             | Suffrages exprimés       | Suffrages exprimés       | 20 180 934 | 96,47 |      |               |
| Votes blancs ou nuls                                                                           | Votes blancs ou nuls     | Votes blancs ou nuls     | 737 838    | 3,53  |      |               |
| Total                                                                                          | Total                    | Total                    | 20 918 772 | 100   | 81   | en stagnation |
| Abstention                                                                                     | Abstention               | Abstention               | 15 961 916 | 43,28 |      |               |
| Inscrits / participation                                                                       | Inscrits / participation | Inscrits / participation | 36 880 688 | 56,72 |      |               |

### Liste des élus au Parlement européen
| Parti | Parti | Nom                        | Groupe | Groupe |
| ----- | ----- | -------------------------- | ------ | ------ |
|       | UDF   | Simone Veil                |        | LDR    |
|       | RPR   | Bernard Pons               |        | RDE    |
|       | UDF   | Jean Lecanuet              |        | PPE    |
|       | RPR   | Christian de La Malène     |        | RDE    |
|       | UDF   | Michel Poniatowski         |        | LDR    |
|       | RPR   | Alain Juppé                |        | RDE    |
|       | UDF   | Pierre Pflimlin            |        | PPE    |
|       | CNIP  | Philippe Malaud            |        | RDE    |
|       | UDF   | André Rossi                |        | LDR    |
|       | RPR   | Nicole Chouraqui           |        | RDE    |
|       | UDF   | Georges Donnez             |        | LDR    |
|       | RPR   | Alain Carignon             |        | RDE    |
|       | UDF   | Jean-François Deniau       |        | LDR    |
|       | RPR   | André Fanton               |        | RDE    |
|       | UDF   | Dominique Baudis           |        | PPE    |
|       | RPR   | Jean-Pierre Roux           |        | RDE    |
|       | UDF   | Roger Chinaud              |        | LDR    |
|       | DCF   | Alfred Coste-Floret        |        | RDE    |
|       | UDF   | Nicole Fontaine            |        | PPE    |
|       | RPR   | Gaston Flosse              |        | RDE    |
|       | UDF   | Yves Galland               |        | LDR    |
|       | RPR   | Jean-François Mancel       |        | RDE    |
|       | UDF   | Robert Hersant             |        | PPE    |
|       | RPR   | Anne-Marie Dupuy           |        | RDE    |
|       | UDF   | Claude Wolff               |        | LDR    |
|       | RPR   | Jean Mouchel               |        | RDE    |
|       | UDF   | Pierre Bernard-Reymond     |        | PPE    |
|       | RPR   | Jacques Vernier            |        | RDE    |
|       | UDF   | Christiane Scrivener       |        | LDR    |
|       | RPR   | Denis Baudouin             |        | RDE    |
|       | UDF   | Jean-Thomas Nordmann       |        | LDR    |
|       | RPR   | Jean-Claude Pasty          |        | RDE    |
|       | UDF   | Gérard Longuet             |        | LDR    |
|       | CNIP  | Magdeleine Anglade         |        | RDE    |
|       | UDF   | Jacques Mallet             |        | PPE    |
|       | RPR   | Guy Guermeur               |        | RDE    |
|       | UDF   | Michel Debatisse           |        | PPE    |
|       | UDF   | Jacqueline Thome-Patenôtre |        | RDE    |
|       | UDF   | Simone Martin              |        | LDR    |
|       | RPR   | François Musso             |        | RDE    |
|       | UDF   | Jean-Pierre Abelin         |        | PPE    |
|       |       |                            |        |        |
|       | PS    | Lionel Jospin              |        | SOC    |
|       | PS    | Nicole Péry                |        | SOC    |
|       | PS    | Jean-Pierre Cot            |        | SOC    |
|       | PS    | Gisèle Charzat             |        | SOC    |
|       | PS    | Max Gallo                  |        | SOC    |
|       | PS    | Roger Fajardie             |        | SOC    |
|       | PS    | Bernard Thareau            |        | SOC    |
|       | PS    | Didier Motchane            |        | SOC    |
|       | PS    | Alain Bombard              |        | SOC    |
|       | PS    | Yvette Fuillet             |        | SOC    |
|       | PS    | Léon Fatous                |        | SOC    |
|       | PS    | Jean-Paul Bachy            |        | SOC    |
|       | PS    | Henri Saby                 |        | SOC    |
|       | PS    | Georges Sutra de Germa     |        | SOC    |
|       | PS    | Marie-Claude Vayssade      |        | SOC    |
|       | PS    | Jean Besse                 |        | SOC    |
|       | PS    | Charles-Émile Loo          |        | SOC    |
|       | PS    | Colette Gadioux            |        | SOC    |
|       | PS    | Louis Eyraud               |        | SOC    |
|       | PS    | Marie-Noëlle Lienemann     |        | SOC    |
|       |       |                            |        |        |
|       | PCF   | Georges Marchais           |        | COM    |
|       | PCF   | Danielle de March-Ronco    |        | COM    |
|       | PCF   | René Piquet                |        | COM    |
|       | PCR   | Paul Vergès                |        | COM    |
|       | PCF   | Emmanuel Maffre-Baugé      |        | COM    |
|       | PCF   | Jacqueline Hoffmann        |        | COM    |
|       | PCF   | Pierre Pranchère           |        | COM    |
|       | PCF   | Francis Wurtz              |        | COM    |
|       | UP    | Robert Chambeiron          |        | COM    |
|       | PCF   | Maxime Gremetz             |        | COM    |
|       |       |                            |        |        |
|       | FN    | Jean-Marie Le Pen          |        | GDE    |
|       | FN    | Michel de Camaret          |        | GDE    |
|       | FN    | Jean-Pierre Stirbois       |        | GDE    |
|       | FN    | Gustave Pordea             |        | GDE    |
|       | FN    | Olivier d'Ormesson         |        | GDE    |
|       | FN    | Bernard Antony             |        | GDE    |
|       | FN    | Dominique Chaboche         |        | GDE    |
|       | FN    | Jean-Marie Le Chevallier   |        | GDE    |
|       | FN    | Martine Lehideux           |        | GDE    |
|       | FN    | Michel Collinot            |        | GDE    |

### La montée du Front national
Dans sa profession de foi, le FN critique surtout « le gouvernement socialo-communiste ». Sur le plan communautaire, il affirme que « c'est le patriotisme des nations qui sauvera l'Europe » face « aux menaces de l'hégémonie soviétique » et de l'immigration ; il décline à l'échelle communautaire ses principales thématiques doctrinales. Bruno Gollnisch indique en 2010 que « la droite nationale était relativement pro-européenne et même relativement atlantiste ». Selon l'universitaire Emmanuelle Reungoat, les acteurs frontistes mettent en avant une « posture nationaliste pro-intégrationniste ».
C'est dans le Midi que la montée du Front national (FN) de Jean-Marie Le Pen est la plus impressionnante : 21 % à Perpignan, de 17 % à 22 % en Corse-du-Sud, dans les Alpes-Maritimes, les Bouches-du-Rhône et le Var. À Marseille, le FN passe devant le PS : dans la ville de Gaston Defferre, Jean-Marie Le Pen obtient 21 % et Lionel Jospin 18 %.
Le vote en faveur de Jean-Marie Le Pen est plus politique que sociologique. Par exemple, dans le 8e arrondissement de Paris (bourgeois), Jean-Marie Le Pen obtient 18,97 % des voix tandis que dans le 20e (populaire), il récupère 17,98 % des suffrages. Le FN monte surtout aux dépens du Parti communiste, comme à Thionville, fief communiste, où le parti de Jean-Marie Le Pen obtient plus de 13 % et le PCF 11 %.
C'est également dans les villes les plus touchées par la crise et le chômage que les scores du FN sont satisfaisants, comme à Saint-Étienne.
Mais dans trois départements, peu peuplés et agricoles, la liste « Europe des patries » a moins de 5 % : le Cantal, la Creuse et la Corrèze.